# چه گوارا در فرهنگ عامه
چه گوارا، انقلابی مارکسیست آرژانتینی (۱۹۲۸–۱۹۶۷) در فرهنگ عامهٔ سراسر جهان حضور دارد. همچنین تصویر او، به عنوان نماد انقلاب شناخته می‌شود. از پر بازدیدترین تصاویر او، کاری گرافیکی است که توسط هنرمند ایرلندی جیم فیتزپاتریک بر اساس عکس معروف آلبرتو کوردا در سال ۱۹۶۰ با عنوان چریک اسطوره‌ای است. چه گوارا همچنین، برای بسیاری در سرتاسر جهان، به نمادی عمومی از افراد فرودست (پرولتاریا)، آرمان‌گرایی، نماد شکن یا شهید تبدیل شده‌است. همان‌طور که مایکل کیسی، نویسنده در کتاب زندگی پس از مرگ چه: میراث یک تصویر، اشاره می‌کند: «او تبدیل به نمادی اساسی در پست‌مدرنیته شده که همه چیز را برای هر کسی و همه چیز را نشان می‌دهد.»
تصویر چه گوارا در حالی که به طرق مختلف در سراسر جهان پخش شده‌است دستخوش اسطوره‌سازی نیز شده‌است. او را طیف زیادی از افراد با دیدگاه‌های مختلف می‌شناسند؛ از «منجی و قدیس» توسط فقرای روستایی در بولیوی که در آنجا اعدام شد، تا یک نشان آرمان‌گرایانه توسط جوانان. تصاویر او را می‌توان روی میلیون‌ها پوستر، کلاه، جاکلیدی، پد ماوس، پرچم، کوله پشتی، دستبند، سگک کمربند، کیف پول، ساعت، ساعت دیواری، فندک، فلاسک جیبی، پیراهن و … مشاهده کرد. همچنین برخی از افراد تصویر او را خالکوبی می‌کنند. در همین حال، داستان زندگی او را می‌توان در مجموعه ای از فیلم‌ها، مستندها، نمایشنامه‌ها و ترانه‌های ادای احترام یافت. در تلویزیون، موسیقی، کتاب‌ها، مجلات و حتی تبلیغات شرکت‌ها، چهره چه یک نشان سیاسی و غیرسیاسی همیشه حاضر است که در طول پنجاه سال گذشته فرهنگ عامه بصری بارها عرضه و دگرگون شده‌است. این موضوع باعث می‌شود تا چه گوارا هم به عنوان یک لوگوی شیک و غیرسیاسی و هم به عنوان یک نماد قوی ضد نظام که توسط طیف گسترده‌ای از جنبش‌های حقوق بشری و افرادی که آزادی خود را تأیید می‌کنند عمل کند.
علاوه بر این، چهره او به تظاهرات بسیاری راه یافته‌است. برای برخی، آن صرفاً یک نماد بصری عمومی از بازاریابی جهانی است، در حالی که برای برخی دیگر نشان‌دهنده مفهوم مخالفت، نافرمانی مدنی، یا آگاهی سیاسی است. برعکس، برای کسانی که از نظر ایدئولوژیک با اعتقاد چه گوارا به انقلاب جهانی مخالف هستند، یا برای کسانی که از احترام او به دلیل اعمال خشونت‌آمیز او رنجیده می‌شوند، تبلیغ او نشان دهنده کیچ کم عمق جاهلانه، بت‌پرستی است که درخور جعل، تقلید یا حتی تمسخر است. علی‌رغم روایت‌های مخالفان، چه تبدیل به یک نماد پادفرهنگ گسترده شده‌است که گاهی حتی کاملاً مستقل از خود واقعی چه است. هانا چارلتون از ساندی تایمز با این فرض که «کسانی که تی شرت می‌پوشند ممکن است چهره چه را به عنوان جایگزینی آسان برای کنشگری واقعی یا جایگزینی برای آن بپوشند» به کاربردهای مختلف چهرهٔ چه گوارا اشاره کرد.

## گستردگی
در بیشتر کلان‌شهرها در سراسر جهان، تصاویر از چه گوارا وجود دارند؛ که معمولاً یک نسخه از چریک اسطوره‌ای هستند.

## در هنر

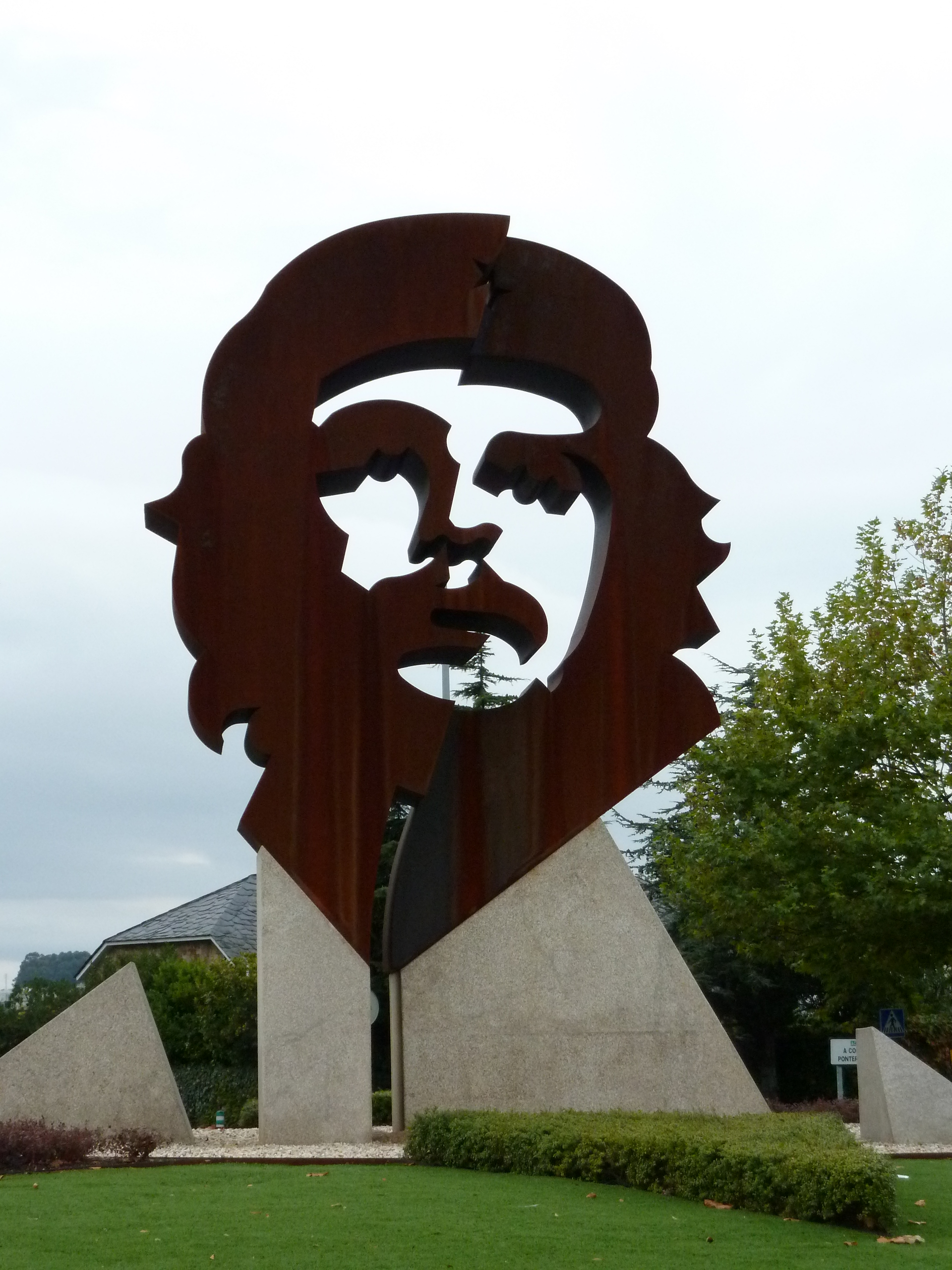
مجسمه بزرگ هنری چه در اولیروس، اسپانیا.

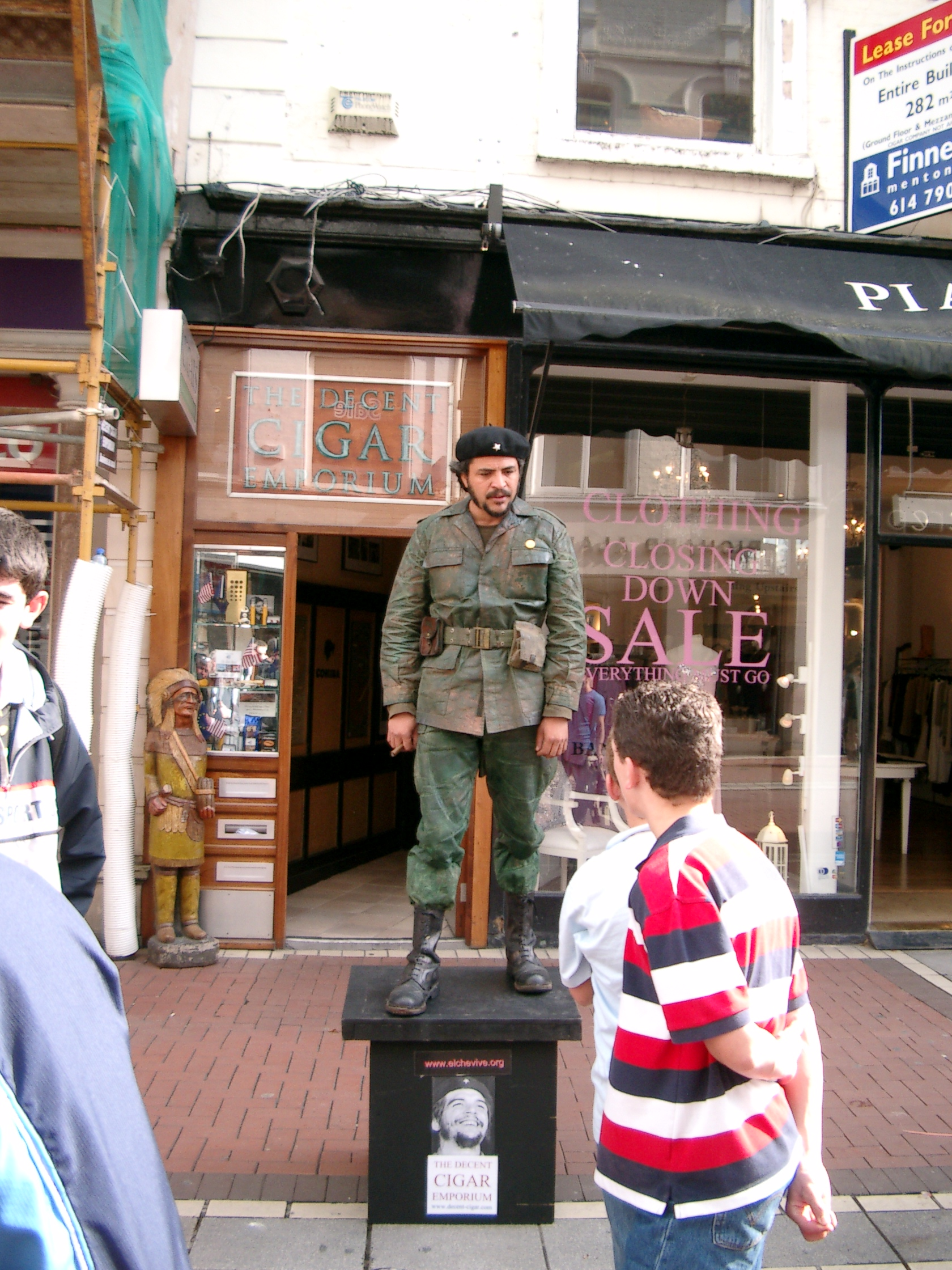
تقلید خیابانی معروف چه گوارا در دوبلین، ایرلند.

- هنرمند آمریکایی ترک تاندر کلی در سال ۲۰۰۵ یک نقاشی از چه گوارا کشید.[۵]
- هنرمند فرانسوی برنارد پراس، در سال ۲۰۰۷ یک اثر اقتباسی با الگوبرداری از چریک اسطوره‌ای خلق کرد.[۶]
- جشنواره عکاسی تماسی در سال ۲۰۰۹ در موزه هنرهای معاصر کانادا در تورنتو قطعه ای با عنوان «رقصیدن با چه» اثر هنرمند باربارا استمن را به نمایش گذاشت.[۷]
- مرکز بین‌المللی عکاسی منهتن در سال ۲۰۰۶ نمایشگاهی را با عنوان «چه! انقلاب و تجارت.»
- موزه هنرهای زیبای مونترال از تصویر چه گوارا برای تبلیغ نمایشگاه سال ۲۰۰۴ خود با عنوان دهکده جهانی: دهه ۱۹۶۰ استفاده کرد.[۸]
- هنرمند ایتالیایی لوکا دل بالدو شش نقاشی دارد که چهره پس از مرگ چه گوارا را نشان می‌دهد.[۹]
- در اکتبر ۲۰۰۷، نمایشگاه هنری فریز از مجسمه برنزی در اندازه واقعی توسط کریستین یانکوفسکی در پارک ریجنت لندن پرده برداری کرد.[۱۰] این قطعه، که در سال ۲۰۰۸ نیز در پارک مرکزی شهر نیویورک به نمایش درآمد، مجری معروف خیابانی بارسلونا را با لباس چه گوارا به تصویر می‌کشد.
- در ژانویه ۲۰۰۹، هنرمند خوان وازکز مارتین، که در کنار چه گوارا در جریان انقلاب کوبا جنگید، نمایشگاهی را با ۱۳ نقاشی خود در دری، ایرلند شمالی برگزار کرد. آثار الهام گرفته از چه گوارا به عنوان بخشی از آخر هفته بزرگداشت یکشنبه خونین به نمایش درآمد.[۱۱]
- تصویری از چه گوارا در آشپزخانه جان لنون و یوکو اونو آویخته شده‌است.[۱۲]

### در فیلم‌ها
بازیگرانی که نقش چه گوارا را ایفا کرده‌اند:
- فرانسیسکو رابال در ال چه گوارا (۱۹۶۸)
- عمر شریف در چه! (۱۹۶۹)
- تری گیلیام در طرح مسابقه انجمن جهانی/کمونیست در قسمت «هرزنامه» (۱۹۷۰) سیرک پرنده مونتی پایتون.
- مایکل پیلین در انجمن جهانی/طرح مسابقه کمونیست در طول کنسرت فیلم Monty Python Live at the Hollywood Bowl (1982)
- آنتونیو باندراس در اویتا (۱۹۹۶)
- میگل رویز دیاس در ال چه (۱۹۹۷)
- آلفردو واسکو در Hasta la Victoria Siempre (1999)
- گائل گارسیا برنال در فیدل (۲۰۰۲)
- کارل شیلز در ملاقات با چه گوارا و مردی از تپه می‌بری (۲۰۰۳)
- گائل گارسیا برنال در خاطرات موتورسیکلت (۲۰۰۴)
- جیسو گارسیا در شهر گمشده (۲۰۰۵)
- مارتین هایدر در سخنرانی‌های مارک فولاد: چه گوارا (۲۰۰۶)
- سام جی پرستون در داستان واقعی چه گوارا (۲۰۰۷)
- ادواردو نوریگا در چه (۲۰۰۷)
- بنیسیو دل تورو در چه (۲۰۰۸)